# Garrett TPE331
El Garrett TPE331 es un motor aeronáutico desarrollado por la compañía estadounidense Garrett a finales de los años 1960. La familia TPE331 está compuesta por un total de 18 modelos y 106 configuraciones, que van desde los 575 shp hasta los 1650 shp.

## Aplicaciones
- Aero/Rockwell Turbo Commander 680/690/840/960/1000
- Antonov An-38
- Ayres Thrush
- BAe Jetstream 31/32
- BAe Jetstream 41
- Beech Model 18
- Beech King Air B100
- CASA C-212 Aviocar
- Cessna 441 Conquest II
- Cessna Skymaster
- Comp Air 9
- Conroy Stolifter
- de Havilland Dove
- Dornier Do 228
- Epic Escape[2]
- Fairchild Swearingen Metroliner
- General Atomics MQ-9 Reaper
- Grumman Ag Cat
- Grumman S-2 Tracker
- Handley Page Jetstream
- Marsh S-2F3AT Turbo Tracker
- Mitsubishi MU-2
- North American Rockwell OV-10 Bronco
- PAC Fletcher
- Pilatus/Fairchild PC-6C Turbo-Porter
- Piper Cheyenne 400
- Short SC.7 Skyvan
- Short Tucano
- Swearingen Merlin
- Volpar Model 4000

### Listas relacionadas
- Anexo:Motores aeronáuticos